# Si fuera una cualquiera
Si fuera una cualquiera es una película musical mexicana de 1950 escrita y dirigida por Ernesto Cortázar y protagonizada por Meche Barba y Fernando Fernández. Es la secuela de la película del mismo año Amor de la calle. 

## Argumento
Fernando (Fernando Fernández) y Queta (Meche Barba) manejan el próspero negocio de la tortería Acá las tortas. La relación entre Fernando y Queta a pesar de vivir humildemente, se viene abajo cuando él se enreda con las traficantes dueñas de un cabaret, las cuales son protegidas por un policía corrupto que desea a Queta, y la convence de que baile en el cabaret. Fernando a verla bailar piensa que ella se ha convertido en una cualquiera. Fernando termina cantando en cabarets de quinta, mientras Queta busca la forma de convencerlo de su inocencia.

## Reparto
- Meche Barba ... Queta / Cariño
- Fernando Fernández ... Fernando "El Calavera"
- Freddy Fernández "El Pichi" ... Fernando '"El Pichi"
- Lilia Prado
- Alma Delia Fuentes
- Roberto Cobo
- Los Panchos
- Francisco Avitia
- Eva Calvo

## Comentarios
La película es una secuela de la cinta del mismo año Amor de la calle, también protagonizada por Barba y Fernández.